# 暗體腔吻鱈
暗體腔吻鱈，為輻鰭魚綱鱈形目鼠尾鱈科的其中一種，分布於西太平洋新喀里多尼亞、諾福克島、紐西蘭海域，屬深海底棲性魚類，深度1013-1460公尺，體長可達45公分，棲息在底層水域，生活習性不明。